# Eugène Laverne
Albert Eugène Laverne (Parigi, 13 aprile 1866 – Saint-Mandé, 23 giugno 1941) è stato un velista francese.
Partecipò ai giochi della II Olimpiade di Parigi nel 1900 a bordo di Sidi Fekkar, con il quale disputò la gara olimpica della classe da mezza a una tonnellata, venendo però squalificato. Con Amulet, partecipò alle gare della classe da una a due tonnellate, riuscendo ad ottenere come miglior risultato il quarto posto nella prima gara. Prese parte anche alla gara di classe open, ma non la riuscì a completare.